# Amphipholis pugetana
Amphipholis pugetana är en ormstjärneart som först beskrevs av George Richard Lyman 1860.  Amphipholis pugetana ingår i släktet Amphipholis och familjen trådormstjärnor. Inga underarter finns listade i Catalogue of Life.